# Local social (Cabanes)
El Local social és una obra de Cabanes (Alt Empordà) inclosa a l'Inventari del Patrimoni Arquitectònic de Catalunya.

## Descripció
Situat dins del nucli urbà de la població de Cabanes, a ponent del nucli antic, amb la façana principal al carrer del Canal.
Edifici de planta rectangular, format per dos cossos adossats, amb la coberta de dues vessants i distribuït en planta baixa i pis. Les obertures són majoritàriament rectangulars i amb els emmarcaments arrebossats. Destaca la façana principal, amb un portal d'accés d'arc de mig punt damunt del qual hi ha el rètol de l'establiment i tres finestres agrupades. La façana està rematada per un coronament esglaonat decorat amb motllures.
La construcció presenta els paraments arrebossats i pintats.